# Dance Flick
 Dance Flick és una pel·lícula estatunidenca dirigida per Damien Dante Wayans, estrenada el 2009. És una Paròdia de les pel·lícules de balls d'adolescents en la qual un jove ballarí de street dance, Thomas Uncles (Damon Wayans Jr.), amb tendència a anar pel mal camí, i una jove molt bonica, Megan White (Shoshana Bush), s'uneixen gràcies a la seva passió pel ball i són posats a prova en la competició de ball més divertida." Una paròdia exposivament divertida. (...) Després de trencar-te de riure et deixa amb una sensació d'alliberament, i sense sentir-te culpable".," Dance Flick ocasionalment aconsegueix el seu objectiu amb una execució àgil. Però amb massa freqüència ensopega matusserament en el mal gust”.," Humor inteligentemente de baja estofa (...) un festival de caracterizaciones cachondas" Humor intel·ligentm de baixa estofa (...) un festival de caracteritzacions divertides

## Repartiment
- Shoshana Bush: Megan
- Damon Wayans Jr.: Thomas
- Essence Atkins: Charity
- Affion Crockett: A-Con
- Shawn Wayans: el pare del bebè
- Marlon Wayans: Mr. Moody
- Kim Wayans: RMs Dontwannabebothered
- Keenen Ivory Wayans: Mr. Stache
- Craig Wayans: Truck
- Chelsea Makela: Tracy Transfat
- George O. Gore II: Ray

## Paròdies
- Little Miss Sunshine
- Sexy Dance
- Street Dancers
- Steppin'
- Footloose
- Save the Last Dance
- Flashdance: La famosa escena de l'escalfament
- Hairspray
- Cantant sota la pluja
- Dirty Dancing
- Mamma Mia !
- Crash: Crash, l'escena de l'accident
- Black Snake Moan
- High School Musical
- Catwoman: Moment de l'accident, on es veu Halle Berry vestit de Catwoman
- SuperGrave: SuperGrave
- 1 Night in Paris
- Ray
- Little Shop Of terror
- Dreamgirls